# 나가타 다쿠야 (축구 선수)
나가타 다쿠야(일본어: 永田 拓也, 1990년 9월 8일 ~ )는 일본의 전 축구 선수이다.

## 구단 경력
그는 2009년부터 2022년까지 J리그의 우라와 레즈, 더스파 구사쓰, 요코하마 FC, 도쿄 베르디, 기라반츠 기타큐슈에서 활동하였다.